# Kungariket Rozvi
Kungariket Rozvi var en historisk stat som låg i nuvarande Zimbabwe och mellan 1660 och 1866. 
Det uppgick i Mthwakazis rike 1866 och blev 1895 en del av det territorium som kontrollerades av British South Africa Company.